# Testamento ológrafo
El testamento ológrafo o testamento hológrafo es un documento hereditario del derecho de sucesiones redactado a mano y firmado por el propio testador.

## Testamento ológrafo en España
Según lo dispuesto en el Código Civil español, solo podrá otorgarse por personas mayores de edad. Para que sea válido, además de ser escrito a mano por el otorgante, habrá de indicar el año, mes y día en que se otorgue. Si contuviese palabras tachadas, enmendadas o entre renglones, el testador habrá de incluir una nota, tras la firma, indicando que vale o no lo tachado, enmendado o añadido. Los extranjeros podrán otorgar testamento ológrafo en su propio idioma.
La persona en cuyo poder se halle depositado dicho testamento deberá presentarlo al Juez de primera instancia del último domicilio del testador, o al del lugar en que éste hubiese fallecido, desde que tenga noticias de la muerte del testador y en un plazo máximo de diez días y siempre dentro de cinco años, contados desde el día del fallecimiento. También podrá presentarlo cualquiera que tenga interés en el testamento como heredero, legatario, albacea o en cualquier otro concepto.
Presentado el testamento ológrafo, y acreditado el fallecimiento del testador, el Juez lo abrirá si estuviere cerrado, rubricará con el actuario todas las hojas y comprobará la identidad del otorgante por medio de tres testigos que conozcan su letra y firma. A falta de testigos idóneos, o si dudan los examinados, y siempre que el Juez lo estime conveniente, podrá emplearse el cotejo pericial de letras. Si el Juez estima justificada la identidad del testamento, acordará que se protocolice, con las diligencias practicadas, en los registros del Notario correspondiente, por el cual se darán a los interesados las copias que procedan. En otro caso, denegará la protocolización.

### Ventajas e inconvenientes
El testamento ológrafo presenta muchas ventajas para el testador, ya que es fácil de hacer y muy económico, sin embargo, para los herederos, esto se convierte en desventajas frente a otro tipo de testamentos, ya que hay que realizar una serie de trámites que lo hacen más costosos, además, cabe la posibilidad de que no se encuentre nunca (por tenerlo guardado el causante) o bien, que alguno de los herederos perjudicados lo impugne y termine siendo declarado nulo, ya que no es fácil demostrar su autenticidad.

## Enlaces de interés
Testamento ológrafo u hológrafo
- Datos: Q4116810